# GNOME Software
GNOME Software（グノーム・ソフトウェア）とは、GNOMEや、その派生のデスクトップ環境の一部で使われる、LinuxにおけるアプリケーションのアップデートとインストールのためのGUIのユーティリティ。
このアプリは、GNOMEのPackageKitに対するフロントエンドであり、複数のパッケージ管理システムのフロントエンドである。これらのシステムはRPMをベースにするものも、DEBをベースにするものも含んでいる。プラグインによって、Snapにも対応する。本アプリはGNOME 3.10で導入された。
このプログラムは、UbuntuのPPAのようなレポジトリを追加、管理するのに用いることができる。Ubuntuは、Ubuntu 16.04 LTSから、かつてのUbuntuソフトウェアセンターを"Ubuntu Software"とリブランドされた本アプリで置き換えた。また、本アプリは fwupd を用いてのシステムのファームウェアの扱いにも対応している。

## gnome-packagekit
gnome-packgekitは、もう一つのPackageKitに対するフロントエンドである。このアプリは、アプリケーションのみならずすべてのパッケージを扱うことができる。